# Constitution de l'Angola

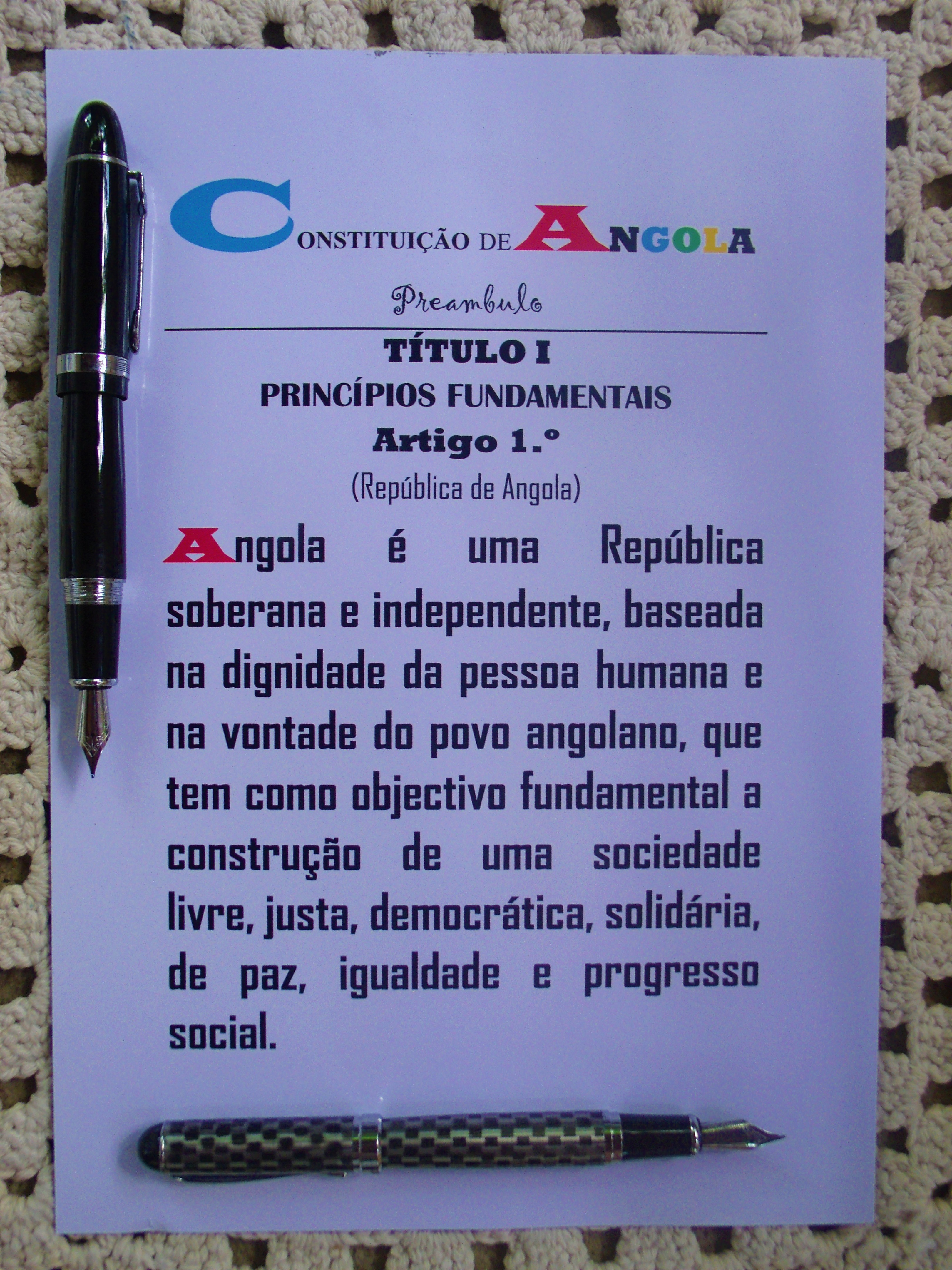
2010.

L'Angola a connu plusieurs constitutions depuis son indépendance :
- la constitution de 1975, de 1975 à 1992 ;
- la constitution de 1992, de 1992 à 2010 ;
- la constitution de 2010, depuis 2010.

## Compléments